# Нидерфилбах
Нидерфилбах (њем. Niederfüllbach) општина је у њемачкој савезној држави Баварска. Једно је од 17 општинских средишта округа Кобург. Према процјени из 2010. у општини је живјело 1.614 становника. Посједује регионалну шифру (AGS) 9473153.

## Географски и демографски подаци
Нидерфилбах се налази у савезној држави Баварска у округу Кобург. Општина се налази на надморској висини од 280–350 метара. Површина општине износи 2,6 km². У самом мјесту је, према процјени из 2010. године, живјело 1.614 становника. Просјечна густина становништва износи 623 становника/km².